# 吕时铎
吕时铎（1914年—？），女，福建福州人，中国木材工业用胶粘剂专家，曾任中国林业科学研究院林产化学工业研究所研究员、博士生导师。